# Friedberg (Hessen)
 For alternative betydninger, se Friedberg. (Se også artikler, som begynder med Friedberg)
Friedberg (Friedberg in der Wetterau) er administrationsby Wetteraukreis , i den tyske delstat Hessen. Den ligger 26 kilometer for Frankfurt am Main.

## Bydele
Byen består af seks bydele:
- Bruchenbrücken
- Friedberg
- Dorheim
- Ockstadt
- Bauernheim
- Fauerbach

## Historie
Friedberg ligger på toppen af et basalt plateau med udsigt over floden Usa og har mindst været beboet siden Romertiden.
Byen blev gengrundlagt af en dominerende slægt i det Tysk-romerske rige, Hohenstauferne. Den lå bekvemt ved vigtige handelsruter og i perioder konkurrerede byen økonomisk med Frankfurt am Main.
Byen blev en Freie Reichsstadt under det Tysk-romerske rige i 1211. Under Napoleon, blev den lagt under Storhertugdømmet Hessen-Darmstadt, indtil den blev annekteret af Preussen i det 19. århundrede.
Friedberg var hjemsted for en amerikansk base Ray Barracks. 1st Brigade 1st Armor Division havde hjemme her og i Gießen. Basen er kendt som tjenestested for Elvis Presley under hans militærtjeneste i Europa, og han boede i nærheden i Bad Nauheim. Elvis Presley Platz i hovedindkøbscenteret i byen, er opkaldt efter den amerikanske stjerne.

## Venskabsbyer
- Bishop's Stortford (United Kingdom)
- Villiers-sur-Marne (Frankrig)
- Magreglio (Italien)

## Kendte personer
- Erasmus Alberus, Tysk humanist, religiøs reformator og ven til Martin Luther blev født i Bruchenbrücken i 1500.

- Wikimedia Commons har flere filer relateret til Friedberg (Hessen)